# Ousmane Dembélé
Masour Ousmane Dembélé (Vernon, Francuska, 15. svibnja 1997.) francuski je nogometaš, krilni napadač Paris Saint-Germaina  i francuske reprezentacije.
Rođen u Vernonu od majke mauritansko-senegalskog podrijetla i oca iz Malija. Dembélé je karijeru započeo u Rennesu prije nego što se 2016. pridružio Borussiji Dortmund. Osvojio je DFB-Pokal s Borussijom u sezoni 2016./17., postigavši pogodak u finalu. Godinu dana kasnije kupila ga je Barcelona za 105 milijuna eura čime je postao tada drugi najskuplji nogometaš u povijesti uz svog sunarodnjaka Paula Pogbe. U svojoj prvoj sezoni igranja u Španjolskoj Dembélé je osvojio La Ligu i Copa del Rey.

## Klupska karijera
Dembélé je debitirao za drugu momčad Rennesa u francuskoj drugoj ligi 6. rujna 2014., ušavši kao zamjena umjesto Zana Allija u 2:0 pobjedi nad rezervnom momčadi Guingampa. Za prvu momčad Rennesa debitirao je 22. studenog 2015. u utakmici protiv Bordeauxa (2:2) u Ligue 1 i u njoj je postigao svoj prvi profesionalni pogodak.
Dana 12. svibnja 2016. godine potpisao je petogodišnji ugovor s Borussijom Dortmund.
Dana 25. kolovoza 2017. preselio se u španjolsku La Ligu. Barcelona je objavila da je postigla dogovor s Borussijom za Dembéléa, vrijedan 105 milijuna eura uz bonuse. Potpisao je petogodišnji ugovor, a otkupna klauzula mu je postavljena na 400 milijuna eura. Rennes je dobio 20 milijuna eura od Borussije Dortmund kao rezultat prodaje.
Od 2023. igra za francuski Paris Saint-Germain.

## Reprezentativna karijera
Nakon 20 nastupa, postigavši pet golova za razne mlađe selekcije, Dembélé je 2016. debitirao za seniorsku reprezentaciju Francuske. Igrao je u francuskoj reprezentaciji na Svjetskom prvenstvu 2018. na kojem su trikolori osvojili naslov.